# 진 카델
진 카델(Jean Dunlop Cadell, 1884년 9월 13일 ~ 1967년 9월 29일)은 영국의 배우, 연극 배우, 영화배우이다.
에든버러에서 태어났으며 런던에서 사망하였다. 사인은 질병이다.

## 영화
- 시어리어스 차즈 (1959년)
- 오두막 집 (1957년)
- 매들린 (1950년)
- 위스키 거로어 (1949년)
- 내가 가는 곳은 어디인가 (1945년)
- 피그말리온 (1938년) - 피어스 부인 역
- 나이팅게일 커티지 별장 (1937년)
- 데이빗 코퍼필드 (1935년)